# Megaceryle torquata
Megaceryle torquata е вид птица от семейство Cerylidae. Видът е незастрашен от изчезване.

## Разпространение
Разпространен е в Антигуа и Барбуда, Аржентина, Барбадос, Белиз, Боливия, Бразилия, Чили, Колумбия, Коста Рика, Доминика, Еквадор, Салвадор, Френска Гвиана, Гваделупа, Гватемала, Гвиана, Хондурас, Мартиника, Мексико, Монсерат, Никарагуа, Панама, Парагвай, Перу, Пуерто Рико, Сейнт Китс и Невис, Сейнт Лусия, Сейнт Винсент и Гренадини, Суринам, Тринидад и Тобаго, САЩ, Уругвай и Венецуела.